# 黑龙江省文学艺术界联合会
黑龙江省文学艺术界联合会，简称黑龙江省文联，是中华人民共和国黑龙江省文学艺术工作者组成的人民团体，是中国文学艺术界联合会的团体会员，受中国共产党黑龙江省委员会的领导。
黑龙江省文联的最高权力机构为黑龙江省文学艺术界联合会代表大会和由它产生的黑龙江省文学艺术界联合会委员会。